# Huddersfield Contemporary Music Festival
Het Huddersfield Contemporary Music Festival is een jaarlijks muziekfestival dat plaatsvindt in Huddersfield, West Yorkshire, Engeland. 
Het festival richt zich op cutting-edge jazz en elektroakoestiek, gecombineerd met film, dans en theater. Gast componisten die deelnamen waren Karlheinz Stockhausen, Terry Riley, Brian Eno, John Cage, Louis Andriessen, Kristoffer Zegers, Will May, Steve Reich, Daniel Giorgetti, Harrison Birtwistle en Jonathan Harvey.
In 2006: 17 november tot en met 26 november.
In 2005: 17 november tot en met 27 november.